# Marwan I
Marwan I, född 625, död 685, var regerande kalif av Umayyadkalifatet mellan 684 och 685.